# Antisionism

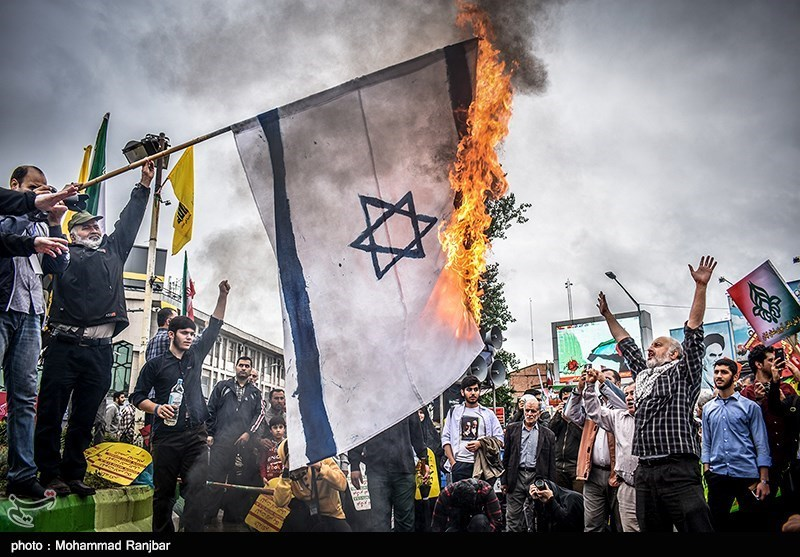
Den israeliska flaggan sätts i brand i samband med Quds-dagen, Iran 2017.

Antisionism är motstånd till sionism, alltså de politiska strävandena att skapa en judisk nationalstat, och efter staten Israels grundande 1948, att bevara eller stärka denna statsbildning. När den moderna sionismen växte fram i slutet av 1800-talet, möttes den ursprungligen av ett stort motstånd från många håll inom judendomen i Europa. Utvecklingen på 1900-talet med de nazistiska judeförföljelserna och bildandet av staten Israel har dock gjort att sionismen har starkt stöd bland många judar.
Begreppet antisionism har kritiserats för att vara blott en förskönande term för Israelkritik som innefattar antisemitism, och termen används ibland de facto som täcknamn för antisemitism. Även om en hel del antisemiter har uttryckt sina budskap med antisionistiska termer är emellertid inte all antisionism antisemitisk. Därtill finns ortodoxa judiska grupper som i en inomjudisk polemik motsätter sig sionismen, till exempel Neturei Karta.

## Historia
Sionismen uppstod i östra och centrala Europa mot slutet av 1800-talet. Den fick sitt första genombrott efter den österrikiske journalisten Theodor Herzls ansträngningar att organisera en samlad rörelse för upprättandet av en judisk nationalstat. År 1897 hölls således en sionistisk kongress i Basel.
Efter att ha blivit lovade stöd från britterna, som kontrollerade Brittiska Palestinamandatet som protektorat, inleddes en storskalig invandring till området. I mars 1925 uppgick den judiska befolkningen i Palestina till uppskattningsvis 108 000, åtta år senare var den uppe i 238 000 och utgjorde omkring 20% av hela befolkningen. Den ursprungliga arabiska befolkningen fruktade att judarna med tiden skulle försöka ta över landet och skapa en judisk stat, varför man bittert motarbetade den sionistiska rörelsen och Storbritannien som stödde den. Flera arabiska revolter ägde rum årtiondena innan den nya judiska staten utropades.
I samband med förintelsen av judar i de områden som före och under andra världskriget kontrollerades av Nazityskland sökte sig ett stort antal judar till Palestina, och många – judar och icke-judar – blev mer positivt inställda till den sionistiska rörelsen.
Antisionismen har under hela 1900-talet haft en stark ställning i arabländerna. Den judiska statens existens ses som en ockupation av den arabiska befolkningen som bebodde området innan Israels bildande, och muslimska grupper betraktar hela det palestinska mandatet som muslimskt. Antisionismen har även en stark ställning bland Irans ledarskap.
Antisionismen i arabvärlden är besläktad med den klassiska antisemitismen som importerades och anammades av delar av den panarabiska rörelsen under andra världskriget. Delar av tematiken återkom i olika grad inom den europeiska vänstern och den propalestinska rörelsen. En uppmärksammad debatt i Sverige gällde tidskriftsstödet till den vänsterorienterade tidskriften Mana.

## Antisionism och antisemitism
Delar av den antisionistiska argumentationen är gränsöverskridande och använder sig av antisemitiska begrepp. Antisionism har även kritiserats för att vara en form av rasism, bland annat eftersom den riktar ett antal krav, däribland existensupphörande, uteslutande mot den judiska staten.
I modern tid återfinns antisionister ofta till vänster på den politiska skalan. Även extremhögern använder sig av begreppet antisionism. Begreppets spridning inom extrema grupper har bidraget till den politiska debatten och oenighet om förhållandet mellan antisemitism och antisionism.
Antisionister inom den svenska vänstern har stundtals kritiserats för att delvis använda sig av en antisemitisk terminologi. Kritiken har bemötts med att jämförelsen urholkar begreppet "antisemitism".
Före förintelsen hade antisionismen en stark ställning bland amerikanska judar. Ett sedan länge jäsande missnöje med den sionistiska rörelsen ledde i början av 1940-talet till bildandet av American Council for Judaism (ACJ). Denna organisation samlade antisionistiska judar över hela USA. Före ACJ:s bildande hade antisionismen varit allmänt utbredd bland reformjudar (som organiserade och organiserar sig i Central Conference of American Rabbis), men i takt med de tyska nazisternas framgångar bytte CCAR först ståndpunkt till icke-sionism för att i slutet av 1930-talet aktivt stötta sionismen. ACJ bildades alltså under precis samma tidpunkt som sionismen fick sitt största genomslag i USA, och upplevde därför vissa motgångar under de första åren. Historikern och statsvetaren Thomas A. Kolsky har i Jews Against Zionism beskrivit den antisionistiska judisk-amerikanska rörelsen.
I den antisemitiska kampanj som genomfördes mot Polens judar 1968 utgjorde anklagelser om påstådda sympatier med Israel och "sionism" en grund till klassiska antisemitiska angreppsvinklar. Kampanjen beskrevs av regimen som en följd av "den amerikanska imperialismens, den västtyska revanschismens och världssionismens gemensamma antipolska konspiration". Judar pekades ut som skyldiga till "konspirationen" och de anklagades för att inte vara "sanna polacker" och för att sympatisera med Israel under sexdagarskriget 1967 och inte med arabstaterna (Polens och Sovjetblockets allierade).

## Begreppets betydelse idag
Om sionism sedan 1948 betecknar viljan att erkänna Israel som stat, betecknar antisionism en fientlig inställning till den judiska staten i fråga. Staten saknar diplomatiskt erkännande av 21 stater, av vilka de flesta är medlemmar av Arabförbundet. Förhållningssättet till sionismen är fundamental för den så kallade Mellanösternkonflikten. En aktuell problematik föreligger när kritik av Israels politik blir till hat mot dess statsbildning, och när detta uttrycks i antisemitiska termer.
Antisionist används som självbeteckning för grupper med en kritisk hållning till sionism utan användande av antisemitiska uttryck, så till exempel av förespråkare, vilka ofta befinner sig till vänster på den politiska skalan, av en ny, sekulär statsbildning för judar, muslimer och kristna tillsammans i nuvarande staten Israel, i motsats till en religiöst eller nationellt betingad tvåstatslösning (nationalstaterna Israel och Palestina). Kritiker till detta slag av antisionism har hävdat att en sådan sekulär statsbildning i realiteten vore att naivt gå den palestinska nationalismens ärenden, och för att antisionismen, till skillnad från antinationalismen, uteslutande förvägrar judar rätt till nationellt självbestämmande men inga andra folk som har nationalstater.
Kritiker av begreppet menar att antisionismen har syftat till att underkänna och avlegitimera en central del av den judiska existensen efter Förintelsen. Bland israelkritikerna finns även kritik mot delar av den antisionistiska tematiken. Den palestinske författaren Edward Said kritiserade vissa antisionistiska ståndpunkter, däribland den av vissa antisionister företagna jämförelsen mellan Nazityskland och Israel.